# آدم ريتش
كان آدم ريتش (12 أكتوبر 1968-7 يناير 2023) ممثلًا أمريكيًا. وقد اُشتهر من خلال اداءه لشخصية نيكولاس برادفورد، الابن الأصغر في المسلسل التلفزيوني ثمانية ما يكفي، والذي استمر لخمسة مواسم – 1977-1981). وقد كانت تسريحة شعره من السمات المميزة التي تميز بها في مظهره خلال سنواته كممثل وهو طفل والتي ألهمت الآلاف من الآباء في تلك الحقبة لتقليد مظهره في أبنائهم الصغار. عرف من اداءه لهذا الدور باسم "أخ أمريكا الصغير".

## حياته الشخصية
ولد ريتش في 12 أكتوبر 1968، وهو ابن فرانسين وروب ريتش، وكانت عائلته يهودية. نشأ ريتش في طفولته كممثل، وعاش في غرناطة هيلز، في لوس أنجلوس، مع والديه وشقيقه الأصغر. عاشت عائلته لفترة وجيزة في فلوريدا حيث تعلم التمثيل آنذاك في صالة ألعاب محليه. وكان ريتش محباً للرياضة، بما في ذلك البيسبول وكرة القدم وركوب الدراجات والتزلج على الألواح والسباحة. كما كان مهتماً بالرسم. في سن الرابعة عشر، حاول تدخين الماريجوانا، وترك المدرسة الثانوية في عمر السابعة عشر، عام 1986. وكاد أن يلقى حتفه بسبب جرعة زائدة من الفاليوم عام 1989. وفي عام 1991، ألقي القبض عليه ووجهت إليه تهمة محاولة السطو على صيدلية.
في عام 1996، كانت هناك خدعة إعلامية مفادها أن ريتش قد قُتل. وقد نُشرت هذه القصة في مجلة Might التي تتخذ من سان فرانسيسكو مقراً لها، وهذا بموافقة ريتش. وقام كاتب مجلة Might ديف إيجرز بإدراج الحادثة في مذكراته التي تسمى "عمل مفجع للعبقرية المذهلة".
في عام 2002، تم القبض على ريتش لقيادته تحت تأثير الكحول (DUI). وأُدخل في برنامج إعادة تأهيل المخدرات ثلاث مرات على الأقل.
اعتبارًا من عام 2013، قدم ريتش لقاءات شخصية من حين الى اخر وقام بتسويق أفكار البرامج التلفزيونية والأفلام.

## حياته المهنية
فاز ريتش بدور نيكولاس وهو في سن الثامنة. بعد تمثيليه في Eight is Enouph، قام ريتش بلعب عدة ادوار في المسلسل التلفزيوني القصير إيروين ألين عام 1981، مثل في Code Red على ABC كما مثل في المسلسل الهزلي عام 1983 Gun Shy على شبكة سي بي إس.
ظهر ريتش كضيف في عدة مسلسلات تلفزيونية من بينها The Love Boat وCHiPs وFantasy Island وThe Six Million Dollar Man وSt. كما قام بأداء صوتي في المسلسل الكرتوني Dungeons & Dragons، مع النجم المشارك ويلي آيمز في Eight Is Enough.
ظهر ريتش في الإعلانات التلفزيونية لـ Betty Crocker Snackin 'Cake ومقرمشات نابيسكو Wheatsworth.

## وفاته
توفي ريتش بمنزله في لوس أنجلوس في 7 يناير عام 2023 عن عمر يناهز 54 عامًا. ولم يكشف بعد عن سبب الوفاة.

## أفلامه
| سنة     | لقب                             | دور              | ملاحظات                                                  |
| ------- | ------------------------------- | ---------------- | -------------------------------------------------------- |
| 1976    | رجل الستة ملايين دولار          | بوب              | الحلقة: "A Bionic Christmas Carol"                       |
| 1977    | المدينة                         | دوني كولينز      | فيلم تلفزيوني                                            |
| 1977-81 | يكفي ثمانية                     | نيكولاس برادفورد | فريق التمثيل الرئيسي (112 حلقة)                          |
| 1978    | جزيرة الخيال                    | بلوك هيربي       | الحلقة: "العائلة الفورية"                                |
| 1979    | قارب الحب                       | بريان فيليبس     | الحلقة: "Oldies But Goodies"                             |
| 1979    | رقائق                           | نفسه             | الحلقة: "Roller Disco: Part 2"                           |
| 1979    | توكيكي وبحثه عن عيد ميلاد سعيد  | توكيكي (صوت)     | تلفزيون خاص                                              |
| 1980    | 3-2-1 الاتصال                   | نيكولاس برادفورد | الحلقة: "مزدحم / غير مزدحم: الاكتظاظ البشري"             |
| 1981    | الشيطان وماكس ديفلين            | توبي هارت        | فيلم روائي                                               |
| 1981-82 | كود رد                          | داني بليك        | فريق التمثيل الرئيسي (13 حلقة)                           |
| 1982    | مسرح الغموض CBS للأطفال         | جيفري برينر      | الحلقة: "The Zertigo Diamond Caper"                      |
| 1982    | جزيرة الخيال                    | هاك فين          | الحلقة: "Natchez Bound"                                  |
| 1982    | رقائق                           | لويس هيندال      | الحلقة: "Fallout"                                        |
| 1983    | خجول جداً                        | كلوفيس           | الحلقات: "القراءة والكتابة والسرقة"، و"الطلب عبر البريد" |
| 1983-85 | الزنزانات والتنانين             | بريستو الساحر    | اداء صوتي (27 حلقة)                                      |
| 1986    | سانت في مكان آخر                | لويس أبليتون     | الحلقة: "شؤون الأسرة"                                    |
| 1986    | عجائب صغيرة                     | بيتر واتسون      | الحلقة: "Chewed Out"                                     |
| 1986    | الملاعق الفضية                  | سكوت             | الحلقة: "Rick Moves Out"                                 |
| 1987    | يكفي ثمانية: لم شمل الأسرة      | نيكولاس برادفورد | فيلم تلفزيوني                                            |
| 1988    | عجائب صغيرة                     | الوحش            | الحلقة: "The Gang's All Here"                            |
| 1989    | زفاف يكفي ثمانية                | نيكولاس برادفورد | فيلم تلفزيوني                                            |
| 1993    | بايواتش                         | إيثان            | الحلقة: "Sky Rider"                                      |
| 2003    | ديكي روبرتس: نجمة الطفل السابقة | نفسه (النقش)     | فيلم روائي                                               |

## روابط خارجية
- آدم ريتش في قاعدة بيانات الأفلام على الإنترنت